# Подольский округ

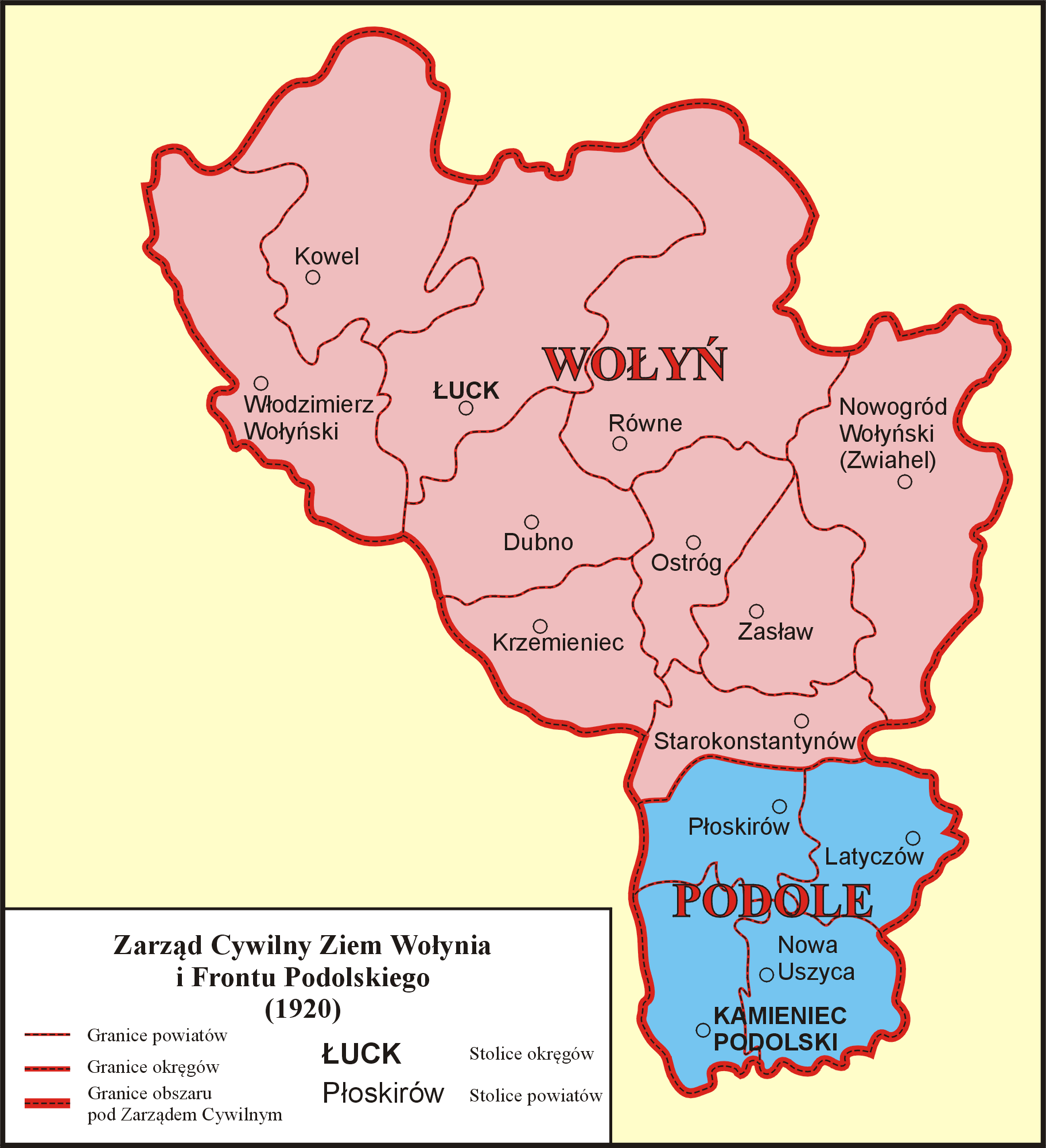
Карта поветов Гражданской администрации земель Волынского и Подольского фронта.

Подольский округ (пол. Okręg podolski) — административный район, созданный в составе Гражданской администрации Волынских земель и Подольского фронта с местопребыванием в городе Каменец-Подольский. В него входили поветы: Каменецкий, Плоскировский, Ушицкий и Летичевский.
15 мая 1920 года Подольский округ был присоединен к Волынскому округу в составе Староконстантиновского повета.

## Подробное административное деление
Площадь и количество жителей по российским данным
| Повет | Площадь повета (км²) | Численность населения повета (1897) |  | Центр повета       | Численность населения |
| --- | -------------------- | ----------------------------------- |  | ------------------ | --------------------- |
| Подольский округ |                      |                                     |  |                    |                       |
| Каменецкий повет | 2870                 | 266 350                             |  | Каменец-Подольский | ?                     |
| Летичевский повет | 2699                 | 184 477                             |  | Летичев            | ?                     |
| Плоскировский повет | 2607                 | 226 091                             |  | Плоскиров          | ?                     |
| Староконстантиновский повет ¹ | 2560                 | 193.889                             |  | Староконстантинов  | ?                     |
| Ушицкий повет | 2820                 | 223 312                             |  | Новая Ушица        | ?                     |
| ¹ 15 мая 1920 года Староконстантиновский повет был исключен из состава Волынского округа и включен в состав Подольского округа (Законодательный вестник ЗЧВиФП от 1920 г., № 8, поз. 11). |                      |                                     |  |                    |                       |